# Max Glauer

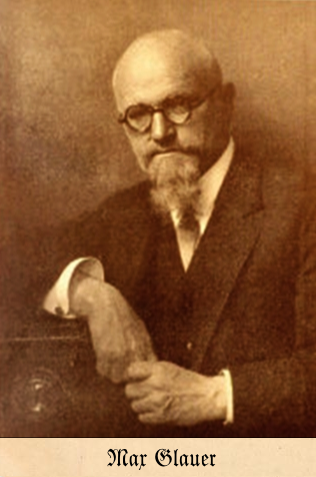
Max Glauer ca. 60-jährig

Max Glauer (* 11. August 1867 in Breslau, Provinz Schlesien; † 27. August 1935 in Oppeln, Provinz Oberschlesien) war ein deutscher, schlesischer Berufsfotograf.

## Leben
Glauer entstammte einer evangelischen Familie aus Breslau. Seine Kindheit verbrachte er in Carlsruhe O/S. Seit 1893 lebte er in Oppeln und gründete im Haus Krakauer Straße 34a ein Fotoatelier. Durch seine Porträts erwarb er Anerkennung bei der Bevölkerung und in der Aristokratie des Deutschen Reichs.  Einige Jahre lang fotografierte er gekrönte Häupter, so etwa Kaiser Wilhelm II. beim Besuch von Moscheen. In späteren Jahren porträtierte er unter anderem Persönlichkeiten wie Paul von Hindenburg. Glauer war Mitglied der Gesellschaft deutscher Lichtbildner.
Häufig bereiste Glauer Schlesien mit dem Fahrrad und später mit dem Auto. Er war dort an den Dörfern und ihren Bewohnern interessiert. Im Jahr 1926 entschied er sich, sein Haus in Oppeln zu renovieren und betraute mit dieser Aufgabe den bekannten Architekten Heinrich Lauterbach. Das Haus wurde zu einem Treffpunkt für Oppelns geistige und künstlerische Elite. Unter anderem gab es Treffen der Oppelner Eichendorff-Gemeinde. Oft fanden Kunstausstellungen statt. Neben der Fotografie veröffentlichte Glauer auch die Geschichte seiner Jugend in Carlsruhe O/S, veröffentlicht 1934 im Oppelner Heimatkalender.
Das nicht mehr erhaltene Grabmal Gauers befand sich auf dem Friedhof an der Breslauer Straße (ulica Wrocławska).